# Petit Pont-Cardinal Lustiger
Der Petit Pont, auch Petit-Pont, seit 2013 offiziell Petit Pont-Cardinal Lustiger in Paris ist eine Brücke über die Seine zwischen der Île de la Cité und dem linken Seineufer.
Die Brücke quert den Fluss zwischen dem Pont au Double und dem Pont Saint-Michel und verbindet die Rue de la Cité im 4. Arrondissement mit der Rue du Petit Pont im 5. Arrondissement.

## Charakteristik
- Bauart: Bogenbrücke
- Baujahr: 1853
- Architekten: Michal und Gariel
- Material: Stein
- Länge: 32 m
- Breite: 20 m

## Lage
Die Brücke verbindet die Rue de la Cité und den Quai du Marché-Neuf (auf der Île de la Cité) mit dem Place du Petit-Pont auf dem Rive Gauche, zwischen dem Quai de Montebello und dem Quai Saint-Michel, in Verlängerung der Rue du Petit-Pont zur Rue Saint-Jacques.
Der Petit–Pont ist mit der Linie RER C, Bahnhof Saint-Michel - Notre-Dame, der Métrolinie 4, Station Saint-Michel oder mit den Buslinien 24 und 47 zu erreichen.

## Namensursprung
Der Name der Brücke kommt daher, dass sie den kleinen Arm der Seine überquert, im Gegensatz zur Grand Pont (später Pont au Change) über den großen Arm der Seine. Sie trägt jetzt auch den Namen von Kardinal Jean-Marie Lustiger, Erzbischof von Paris von 1981 bis 2005.

## Geschichte
Der Petit Pont besteht in dieser Form seit 1853, ist aber eine der beiden ältesten Brücken der Stadt. An der Stelle existierte bereits vor der Eroberung Galliens durch die Römer eine Brücke über den Fluss. Als sich Titus Labienus im Jahr 52 v. Chr. mit seinen Truppen der Stadt näherte, zerstörten die Parisii diese Brücken, um dem Gegner das Überqueren der Seine und die Einnahme der Stadt zu erschweren.
Die Römer bauten die Brücke in Holz wieder auf (im Gegensatz zur Brücke über den großen Seinearm, für die sie Stein verwendeten) und machten sie zu einem zentralen Bestandteil ihrer Straße von Soissons nach Orléans, dem Cardo von Lutetia, von der wenige Meter südlich zudem die Straßen nach Burgund und Lyon (siehe Rue Galande) abzweigten.
Im Zusammenhang mit der Belagerung von Paris (885–886) wurde der Petit Pont zerstört. Den Jahreswechsel über hatten die Normannen witterungsbedingt die aktiven Kampfhandlungen unterbrochen, nahmen sie Ende Januar 886 dann aber bereits wieder auf. Sie steckten drei ihrer Schiffe in Brand und ließen sie in Richtung des hölzernen Petit Pont treiben, um ihn dadurch ebenfalls abzubrennen. Die Schiffe gingen jedoch unter, bevor sie die Brücke erreichten. Was den Wikingern nicht gelang, wurde am 6. Februar 886 von schweren Regenfällen vollbracht. Die Seine trat über die Ufer und riss die von harten Kämpfen stark beanspruchte Holzbrücke weg. Der Turm südlich der Brücke war nun von Paris abgeschnitten und konnte von den Angreifern erobert werden.
Nach dem Ende der Belagerung wurde der Petit Pont wieder aufgebaut. Zudem wurde die Steinbrücke der Römer, die innerhalb des Cardos von der Île de la Cité aus das rechte Seineufer erreichte (heute der Pont Notre-Dame), durch den hölzernen Pont du Roi oder Grand Pont etwa 150 m flussabwärts (heute der Pont au Change) ersetzt, so dass Paris bis zum 14. Jahrhundert weiterhin nur zwei Brücken besaß, die zudem nicht einmal in einer Linie lagen. Die beiden Kastelle (das Grand Châtelet und das Petit Châtelet), die diese Brücken nun schützten, verloren mit dem Bau der Stadtmauer durch König Philipp August ihre Schutzfunktion.
Die Brücken über die Seine, auch der Petit Pont, waren stark bebaut (Häuser auf Brücken waren die hygienischsten) und damit ökonomische Zentren der Stadt.
Erst 1379 ließ Hugues Aubriot gut 200 Meter flussabwärts den steinernen Pont Saint-Michel bauen, durch den der Petit Pont entlastet wurde. 1393 wurde dann der Petit Pont durch eine Flutwelle zerstört. 1395 bekam Raymond du Temple den Auftrag eines Neubaus, der aber 1408 ebenso Opfer einer erneuten Flut wurde wie der neue Pont Saint-Michel, wodurch die Stadt faktisch zweigeteilt wurde. Beide Brücken wurden danach neu errichtet.